# Мегаспорт (футбольный клуб)
«Мегаспо́рт» —  казахстанский футбольный клуб из Алма-Аты. В 2008 году дебютировал в чемпионате Казахстана, но уже в следующем году прекратил существование, в связи тем, что был объединен с клубом «Алма-Ата» в новый клуб «Локомотив».

## Статистика
| Год  | Лига                   | Место | И  | В  | Н | П  | Мячи    | Кубок | Бомбардиры            |
| ---- | ---------------------- | ----- | -- | -- | - | -- | ------- | ----- | --------------------- |
| 2007 | Первая Лига. Юго-Запад | 1     | 22 | 21 | 1 | 0  | 89 — 10 | 1/4   | Матаганов Сергей - 22 |
| 2007 | Первая лига. Финал     | 2     | 4  | 1  | 2 | 0  | 4 — 1   | 1/4   | Матаганов Сергей - 22 |
| 2008 | Премьер-лига           | 9     | 28 | 12 | 3 | 13 | 39-35   | 1/8   | Шатских Александр - 7 |

Главные тренеры: Владимир Гулямхайдаров (2006—2007, 2008, с 18 июня), Равиль Рамазанов (2008, по 18 июня).